# Walter Chaffe
Walter Chaffe (* 2. April 1870 in Dunsford; † 22. April 1918 in London) war ein britischer Tauzieher.

## Erfolge
Walter Chaffe war ab Februar 1891 Polizist bei der Metropolitan Police und nahm an zwei Olympischen Spielen teil. Bei seinem Olympiadebüt 1908 in London trat er gemeinsam mit Joseph Dowler, Ernest Ebbage, Thomas Homewood, Alexander Munro, William Slade, Walter Tammas und James Woodget für die Metropolitan Police an. Die Mannschaft erreichte dank eines Freiloses das Halbfinale, in dem sie der City of London Police mit 0:2 unterlag. Da die schwedische Mannschaft nicht zum Duell um den dritten Platz antrat, sicherte sich die Metropolitan Police kampflos den Gewinn der Bronzemedaille.
Bei den Olympischen Spielen 1912 in Stockholm traten lediglich zwei Mannschaften an, nachdem sich von den ursprünglich fünf gemeldeten Mannschaften Österreich, Böhmen und Luxemburg vor dem Turnierbeginn zurückgezogen hatten. Die acht Schweden traten für die Stockholmspolisens an, aus der direkt im Anschluss der Spiele heraus der Stockholmspolisens IF gegründet wurde. Die britische Mannschaft bestand aus acht Vertretern der City of London Police. Mit 2:0 setzten sich die Schweden gegen die Briten durch, womit Chaffe neben Joseph Dowler, Frederick Humphreys, Mathias Hynes, Edwin Mills, Alexander Munro, John Sewell und James Shepherd die Silbermedaille erhielt. Mit der Mannschaft gewann Chaffe ein Jahr darauf die britischen Meisterschaften.